# Europastraße 462
Die Europastraße 462, kurz E 462, ist eine Europastraße in Polen und Tschechien.
Sie beginnt in Brünn und führt dann zunächst in nordöstlicher Richtung nach Olmütz. Von Bělotín aus geht es weiter auf der Dálnice 48 nach Český Těšín. Hier teilt sie sich die Trasse mit der E 75. Sie führt weiter in Richtung Norden zur tschechisch-polnischen Grenze bei Cieszyn. Von dort verläuft sie über die Droga ekspresowa S1 Richtung Bielsko-Biała.
Nordöstlich von Kattowitz bei Mysłowice läuft die E 462 weiter auf der A 4 (zugleich E 40) bis Krakau, wo sie endet.

## Verlauf
| Als:       | Abschnitt:                            | Strecke: |
| ---------- | ------------------------------------- | -------- |
| Polen      |                                       |          |
| A4         | Krakau – Mysłowice                    | 51 km    |
| S1         | Mysłowice – Tychy                     | 16 km    |
| D1         | Tychy – Bielsko-Biała                 | 36 km    |
| S52        | Bielsko-Biała – Cieszyn               | 34 km    |
| Tschechien |                                       |          |
| D48        | Cieszyn – Hranice na Moravě           | 74 km    |
| D1         | Hranice na Moravě – Lipník nad Bečvou | 17 km    |
| D35        | Lipník nad Bečvou – Olmütz            | 28 km    |
| D46        | Olmütz – Vyškov                       | 41 km    |
| D1         | Vyškov – Brünn                        | 35 km    |